# Ниновичі
Ниновичі — село в Україні, у Шептицькому районі Львівської області. Населення становить 112 осіб.

## Назва
В радянський час село було перейменовано на Дружелюбівка. В 1993 р. відновлено історичну назву Ниновичі.

## Легенди
За спогадами старожилів села Володимира Федини і Марії Блонської, колись Ниновичі називалися Млиновичі, бо ще вдавнину за селом на річці Варяжанці був млин. Згодом місцевий пан нібито назвав село Ниновичами, на честь свого сина Нина.

## Історія
Понад 100 років Ниновичі були прикордонним селом Австро-Угорщини.
Станом на 1880 р. в Ниновичах налічувалось 387 мешканців, серед яких 30 римо-католиків, решта — греко-католики. Наявна нині дерев'яна церква Св. Юрія була зведена у 1880 р. Була дочірньою церквою від парафії Нісмичі Варязького деканату Перемишльської єпархії греко-католицької церкви.
У міжвоєнний період в селі діяли початкова школа, читальня товариства Просвіта, працювала українська кооператива і цегельня.
В 1946 р. жителі села були примусово виселені до Радянського Союзу, оскільки село відійшло до Польщі. 6-15 липня 1947 року під час операції «Вісла» польська армія виселила з Ниновичів на щойно приєднані до Польщі північно-західні терени 49 українців. У селі залишилося 12 поляків.
За радянсько-польським обміном територіями 15 лютого 1951 року село передане до УРСР, а частина польського населення переселена до Нижньо-Устрицького району, включеного до складу ПНР. Частина колишніх мешканців змогли повернутися до рідного села.

## Населення

### Мова
Розподіл населення за рідною мовою за даними перепису 2001 року:
| Мова       | Кількість | Відсоток |
| ---------- | --------- | -------- |
| українська | 112       | 100%     |